# Floor (band)
Floor is een Amerikaanse doommetal/sludgemetalband uit Miami, Florida, die in 1992 werd geformeerd door Steve Brooks, Anthony Vialon en Betty Monteavaro, met Brooks en Vialon als enige constante leden. De band heeft tot nu toe drie volledige studioalbums uitgebracht: Floor, Dove en Oblation en één ep: Madonna.

## Bezetting
Leden
- Steve Brooks (gitaar)
- Anthony Vialon (gitaar, basgitaar)
- Henry Wilson (drums)

Voormalige leden
- George Rios (drums)
- Beatriz Monteavaro (drums)
- Jeff Sousa (drums)
- Juan Montoya
- Jonathan Nunez

## Geschiedenis

### AlbumsFloorenDove(1992-2013)
Floor, oorspronkelijk afkomstig uit Miami, werd in 1992 geformeerd door Steve Brooks (gitaar), Anthony Vialon (gitaar/bas) en Betty Monteavaro (drums). Jeff Sousa werd eind 1993 de drummer en Brooks en Vialon veranderden hun geluid door twee unieke, laaggestemde gitaren te implementeren, zonder dat ze een bassist nodig hadden. Materiaal werd opgenomen voor twee albums van volledige lengte (Dove, 1994, Saturnine and Tears, 1995), maar geen van beide werd uitgebracht tot na hun gelijknamige album jaren later. Gedurende die tijd werden verschillende vinyl-only 7" ep's uitgebracht, gevolgd door de eerste ontbinding van de band in 1996. Ze hervormden met een nieuwe bezetting voor één show in 1997 met Henry Wilson op drums en oefenden slechts af en toe tot 2001. Ze brachten hun eerste volledige album Floor uit, voordat ze in 2003 uit elkaar gingen. Het gelijknamige album kreeg lofbetuigingen van het underground muziekcircuit en de cultstatus van de band groeide tijdens hun afwezigheid. Brooks zou de band Torche vormen. Henry Wilson vormde de bands Dove en House of Lightning. Anthony Vialon, die ook enkele jaren met Cavity uit Miami speelde, concentreerde zich op theologie. De band werd in 2010 opnieuw geformeerd voor een reünietournee ter ondersteuning van het uitbrengen van Below & Beyond, een 8-cd/10-lp boxset, die hun hele carrière omvat.

### AlbumOblatie(2013-heden)
In maart 2013 werd Floor weer herenigd en kondigde het voornemen aan om te gaan toeren en een nieuw album uit te brengen via Season of Mist. Vialon zei dat Floor na de reünietournees van de band in 2010 merkte dat de schare fans exponentieel was gegroeid en dat een nieuw record moest worden gemaakt, iets waar iedereen het over eens was dat ieder zich daarop moest concentreren. Floor bracht hun derde studioalbum Oblation uit op 29 april 2014 met over het algemeen gunstige recensies die 77% scoorden op de geaggregeerde website Metacritic.

## Stijl
De band staat bekend om het opnemen met twee laaggestemde en vervormde gitaren, die afzien van de behoefte aan een basgitaar. Dit omvat het uitgebreide gebruik van wat sommige critici de 'bomb note' hebben genoemd, een e-snaar die extreem losjes aan de gitaar is gespannen. Grayson Haver Currin van Pitchfork merkte op: Wie heeft een vierde wiel nodig als je 12 snaren hebt die zijn afgestemd op de inleidende letters van de alfabet?.

## Discografie
Studioalbums
- 2002: Floor (No Idea)
- 2004: Dove (opgenomen in 1994, No Idea)
- 2014: Oblation (Season of Mist)

Andere publicaties
- 2010: Saturnine And Tears (Robotic Empire - opnamedatum onbekend)
- 2010: Self-Titled + Outtakes (Robotic Empire - opnamedatum onbekend)
- 2010: Riddim Of Silence (Robotic Empire - opnamedatum onbekend)
- 2010: Pillars Of Irem (Robotic Empire - opnamedatum onbekend)
- 2010: It's Not The Same (Robotic Empire - opnamedatum onbekend)
- 2010: F**k You. For Now. (Robotic Empire - opnamedatum onbekend)
- 2014: Oblation (Floor - recorded 2014)

Compilatiealbums
- 2010: Below & Beyond (Robotic Empire)

Videoalbums
- 2010: Sight & Seen (Chunklet)

Ep's
- 1994: Madonna (Bovine)

Singles
- 1994: Loanin' / Figbender (Dirge)
- 1995: Heather / When the Pigs Broke Free (Noise Vacuum)
- 1995: Goddard / Slugthrower (Rhetoric)
- 2013: Homegoings and Transitions / Shadowline (Season of Mist)
- 2013: The Ladder (Decibel)

Splitsingles
- 1994: Floor / Tired from Now On (No Idea)
- 1994: Floor / Spazz (Bovine)
- 1995: Floor / Sloth (zelf uitgebracht)
- 1996: Floor / Ed Matus' Struggle (Space Cadette)
- 2001: Floor / Dove (Berserker)

Compilatie verschijningen
- 1995: Loud & Ugly Vol. 2 (bijgedragen song Iommi) (Bovine)
- 1995: No Idea No.12 (bijgedragen song Who Are You) (No Idea)
- 1998: The Good, The Bad & The Ugly (bijgedragen song Dead Wrong) (Insolito)